# Đội tuyển bóng đá quốc gia Bhutan
Đội tuyển bóng đá quốc gia Bhutan là đội tuyển cấp quốc gia của Bhutan do Liên đoàn bóng đá Bhutan quản lý.
Trận thi đấu quốc tế đầu tiên của đội tuyển Bhutan là trận gặp đội tuyển Nepal vào năm 1982. Thành tích tốt nhất của đội cho đến nay là lọt vào bán kết của SAFF Cup 2008.

## Thành tích quốc tế

### Giải vô địch bóng đá thế giới
- 1930 đến 2006 – Không tham dự
- 2010 – Bỏ cuộc
- 2014 – Không tham dự
- 2018 đến 2026 – Không vượt qua vòng loại

### Cúp bóng đá châu Á
- 1956 đến 1996 - Không tham dự
- 2000 - Không vượt qua vòng loại
- 2004 - Không vượt qua vòng loại
- 2007 - Không tham dự
- 2011 đến 2027 - Không vượt qua vòng loại

### Giải vô địch bóng đá Nam Á
| Năm           | Thành tích    | ST            | T             | H             | B             | BT            | BB            |
| ------------- | ------------- | ------------- | ------------- | ------------- | ------------- | ------------- | ------------- |
| 1993 đến 1999 | Không tham dự | Không tham dự | Không tham dự | Không tham dự | Không tham dự | Không tham dự | Không tham dự |
| 2003          | Vòng bảng     | 3             | 0             | 0             | 3             | 0             | 11            |
| 2005          | Vòng bảng     | 3             | 0             | 0             | 3             | 1             | 9             |
| 2008          | Bán kết       | 4             | 1             | 1             | 2             | 5             | 6             |
| 2009          | Vòng bảng     | 3             | 0             | 0             | 3             | 0             | 17            |
| 2011          | Vòng bảng     | 3             | 0             | 0             | 3             | 0             | 16            |
| 2013          | Vòng bảng     | 3             | 0             | 0             | 3             | 4             | 16            |
| 2015          | Vòng bảng     | 3             | 0             | 0             | 3             | 1             | 9             |
| 2018          | Vòng bảng     | 3             | 0             | 0             | 3             | 0             | 9             |
| Tổng cộng     | 1 lần bán kết | 25            | 1             | 1             | 23            | 11            | 93            |

### Cúp Challenge AFC
| Năm           | Thành tích               | Pld                      | W                        | D                        | L                        | GS                       | GA                       |
| ------------- | ------------------------ | ------------------------ | ------------------------ | ------------------------ | ------------------------ | ------------------------ | ------------------------ |
| 2006          | Vòng bảng                | 3                        | 0                        | 1                        | 2                        | 0                        | 3                        |
| 2008 đến 2012 | Không vượt qua vòng loại | Không vượt qua vòng loại | Không vượt qua vòng loại | Không vượt qua vòng loại | Không vượt qua vòng loại | Không vượt qua vòng loại | Không vượt qua vòng loại |
| 2014          | Không tham dự            | Không tham dự            | Không tham dự            | Không tham dự            | Không tham dự            | Không tham dự            | Không tham dự            |
| Tổng cộng     | 1 lần vòng bảng          | 3                        | 0                        | 1                        | 2                        | 0                        | 3                        |

## Đội hình
Đây là đội hình được triệu tập tham dự vòng loại World Cup 2022 gặp Guam vào các ngày 6 và 11 tháng 6 năm 2019.
| Số | VT | Cầu thủ                             | Ngày sinh (tuổi)            | Trận | Bàn | Câu lạc bộ       |
| -- | -- | ----------------------------------- | --------------------------- | ---- | --- | ---------------- |
| 1  | TM | Ngawang Jamphel                     | 27 tháng 9, 1992 (25 tuổi)  | 1    | 0   | Thimphu City     |
| 19 | TM | Kinzang Gyeltshen                   | 16 tháng 4, 1993 (25 tuổi)  | 1    | 0   | Thimphu FC       |
| 21 | TM | Tshering Dendup                     | 4 tháng 4, 1994 (24 tuổi)   | 4    | 0   | Paro United      |
|    |    |                                     |                             |      |     |                  |
| 2  | HV | Tshering Samdup                     | 5 tháng 2, 1998 (20 tuổi)   | 0    | 0   | Transport United |
| 3  | HV | Choki Wangchuk                      | 2 tháng 2, 1998 (20 tuổi)   | 5    | 0   | ARA FC           |
| 4  | HV | Mipham Jigme                        | 20 tháng 11, 1998 (19 tuổi) | 0    | 0   | Thimphu City     |
| 9  | HV | Tenzin Dorji                        | 18 tháng 8, 1997 (21 tuổi)  | 6    | 0   | Transport United |
| 12 | HV | Phuntsho Jigme                      | 11 tháng 9, 1997 (20 tuổi)  | 0    | 0   | Thimphu FC       |
| 22 | HV | Rinchen Dorji                       | 24 tháng 4, 1994 (24 tuổi)  | 0    | 0   | Transport United |
|    |    |                                     |                             |      |     |                  |
| 6  | TV | Galey Zangpo                        | 2 tháng 4, 1994 (24 tuổi)   | 0    | 0   | Druk Star        |
| 8  | TV | Karma Shedrup Tshering (Đội trưởng) | 9 tháng 4, 1990 (28 tuổi)   | 28   | 1   | Thimphu City     |
| 13 | TV | Kencho Tobgay                       | 11 tháng 10, 1991 (26 tuổi) | 3    | 0   | Transport United |
| 15 | TV | Nima Wangdi                         | 6 tháng 12, 1998 (19 tuổi)  | 10   | 0   | Thimphu City     |
| 16 | TV | Tshering Dorji                      | 11 tháng 9, 1995 (22 tuổi)  | 25   | 4   | South United     |
| 18 | TV | Chimi Dorji                         | 22 tháng 12, 1993 (24 tuổi) | 12   | 0   | Thimphu City     |
|    |    |                                     |                             |      |     |                  |
| 7  | TĐ | Chencho Gyeltshen                   | 10 tháng 5, 1996 (22 tuổi)  | 30   | 10  | NEROCA           |
| 10 | TĐ | Kabi Raj Rai                        | 17 tháng 3, 1997 (21 tuổi)  | 0    | 0   | Paro United      |
| 17 | TĐ | Tsenda Dorji                        | 12 tháng 2, 1995 (23 tuổi)  | 0    | 0   | Thimphu FC       |
| 20 | TĐ | Phurba Wangchuk                     | 18 tháng 2, 1996 (22 tuổi)  | 0    | 0   | Tensung          |
| 23 | TĐ | Kuenga Rabgay                       | 1 tháng 1, 1998 (20 tuổi)   | 0    | 0   | Druk Star        |

Note: Clubs, caps and dates of birth taken from player pages at National Football Teams. See individual player articles for references.

### Triệu tập gần đây
Dưới đây là tên các cầu thủ được triệu tập trong vòng 12 tháng.
| Vt | Cầu thủ            | Ngày sinh (tuổi)  | Số trận | Bt | Câu lạc bộ  | Lần cuối triệu tập                 |
| -- | ------------------ | ----------------- | ------- | -- | ----------- | ---------------------------------- |
| HV | Man Bahadur Gurung |                   | 4       | 0  | Druk Star   | v. Palestine, 10 tháng 10 năm 2017 |
| HV | Chimi Dorji        | 22 tháng 12, 1993 | 23      | 0  | Druk Star   | v. Palestine, 5 tháng 9 năm 2017   |
| HV | Tashi Phuntsho     |                   | 0       | 0  |             | v. Oman, 28 tháng 3 năm 2017       |
|    |                    |                   |         |    |             |                                    |
| TV | Karun Gurung       | 9 tháng 6, 1986   | 23      | 0  | Terton      | v. Maldives, 13 tháng 6 năm 2017   |
| TV | Jigme Tsheltrim    | 30 tháng 10, 1988 | 0       | 0  | Tertons     | v. Oman, 28 tháng 3 năm 2017       |
|    |                    |                   |         |    |             |                                    |
| TĐ | Sampa Tshering     | 26 tháng 5, 1995  | 1       | 0  | Druk United | v. Palestine, 10 tháng 10 năm 2017 |
| TĐ | Lungtok Dawa       | 18 tháng 12, 1998 | 9       | 1  |             | v. Maldives, 13 tháng 6 năm 2017   |

Chú thích: RET — Đã chia tay đội tuyển quốc gia